# Division III du Championnat du monde junior de hockey sur glace 2016
Le tournoi de la Division III du Championnat du monde junior de hockey sur glace 2016 se déroule à Mexico du 15 au 24 janvier 2016.
| \| Localisation de Mexico, capitale du Mexqique \| Localisation de Mexico, capitale du Mexqique |
| Localisation de Mexico, capitale du Mexqique                                                    |

## Format de la compétition

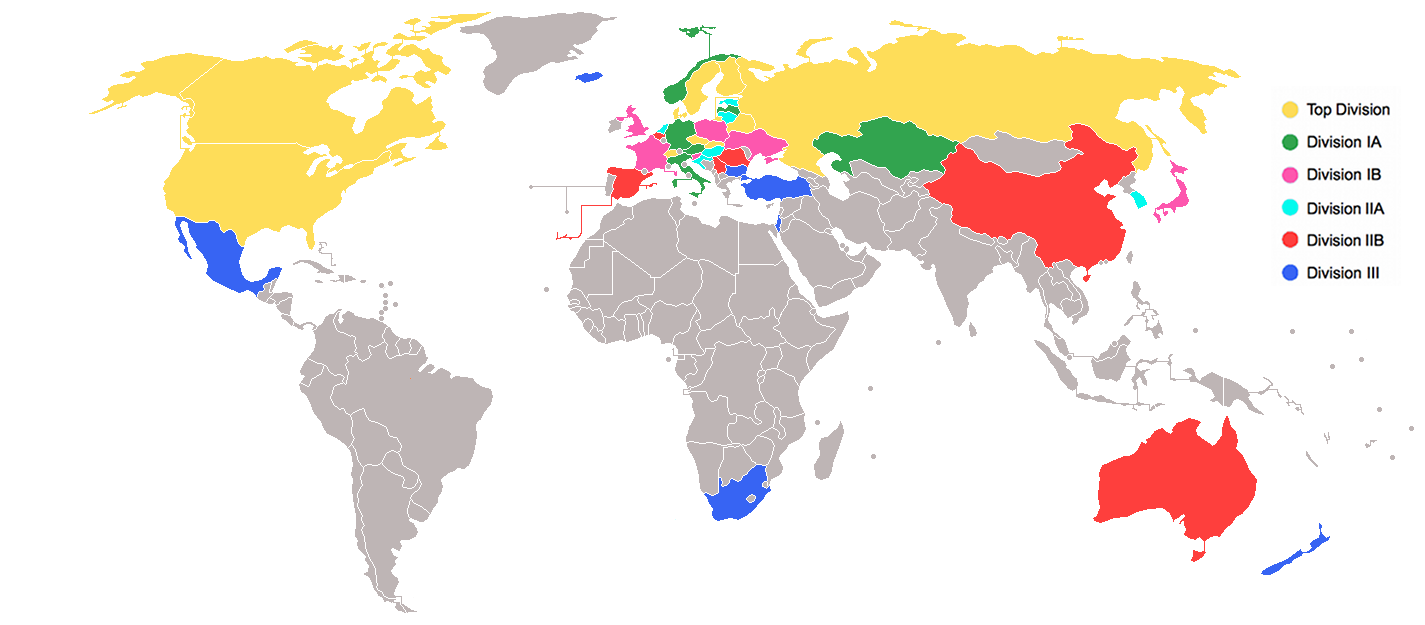
Pays participant au Championnat du monde junior de hockey sur glace 2016.

Le Championnat du monde junior de hockey sur glace est un ensemble de plusieurs tournois regroupant les nations en fonction de leur niveau. Les meilleures équipes disputent le titre dans la Division Élite.
Les 10 équipes de la Division Élite sont scindées en deux poules de 5 où elles disputent un tour préliminaire. Les 4 meilleures sont qualifiées pour les quarts de finale. Les derniers de chaque poule s'affrontent dans un tour de relégation, au meilleur des 3 matches. Le perdant est relégué en Division I A.
Pour les autres divisions qui comptent 6 équipes (sauf la Division III qui en compte 7), les équipes s’affrontent entre elles et, à l'issue de cette compétition, le premier est promu dans la division supérieure et le dernier est relégué dans la division inférieure.
Lors des phases de poule, les points sont attribués ainsi :
- victoire : 3 points ;
- victoire en prolongation ou aux tirs de fusillade : 2 points ;
- défaite en prolongation ou aux tirs de fusillade : 1 point ;
- défaite : 0 point.

## Résultats
| 15 janvier 2016 | Nouvelle-Zélande | 1-4 (0-2, 1-0, 0-2) | Bulgarie | Ice Dome 100 spectateurs |

| Feuille de match | Feuille de match                    | Feuille de match    | Feuille de match | Feuille de match                                                                 |
| ---------------- | ----------------------------------- | ------------------- | --- | -------------------------------------------------------------------------------- |
|                  | - J. Rawiri (Leahy) — 26 min 54 s - | 0-1 0-2 1-2 1-3 1-4 | Gatchev (Chompolov, Blagoev) — 8 min 59 s Dikov (V. Vasilev, M. Vasilev) — 12 min 8 s (SN) - Dikov (M. Vasilev, Georgiev) — 52 min 19 s (SN) Dikov (M. Vasilev) — 58 min 21 s | Arbitrage : Jens Christian Gregersen Juges de lignes : Maxime Chaput Sem Ramirez |
| Liam Henare      | Gardiens                            | Dimitar Dimitrov    | | Arbitrage : Jens Christian Gregersen Juges de lignes : Maxime Chaput Sem Ramirez |
| 47 min           | Pénalités                           | 6 min               | | Arbitrage : Jens Christian Gregersen Juges de lignes : Maxime Chaput Sem Ramirez |
| 40               | Tirs                                | 35                  | | Arbitrage : Jens Christian Gregersen Juges de lignes : Maxime Chaput Sem Ramirez |

| 15 janvier 2016 | Afrique du Sud | 0-10 (0-5, 0-3, 0-2) | Turquie | Ice Dome 100 spectateurs |

| Feuille de match                                        | Feuille de match | Feuille de match                         | Feuille de match | Feuille de match                                                              |
| ------------------------------------------------------- | ---------------- | ---------------------------------------- | --- | ----------------------------------------------------------------------------- |
|                                                         | -                | 0-1 0-2 0-3 0-4 0-5 0-6 0-7 0-8 0-9 0-10 | Kuntel (Ulas) — 8 min 30 s Hars (H. Secer, Faner) — 12 min 38 s (SN) Kavaz (Hars, H. Secer) — 13 min 44 s H. Salt (H. Secer, Bakal) — 14 min 8 s H. Salt — 14 min 40 s H. Salt (Savas) — 21 min 35 s Uzunali (H. Salt, K. Salt) — 26 min 30 s Ö. Kars (K. Salt) — 30 min 1 s (SN) Hars (Y. Kars) — 51 min 40 s Savas (Ö. Kars, Takar) — 58 min 30 s | Arbitrage : Michael Campbell Juges de lignes : David Campillo Stef Oosterling |
| Aslam Khan (15 min 10 s) Marcello Strydom (44 min 50 s) | Gardiens         | Tolga Bozaci                             | | Arbitrage : Michael Campbell Juges de lignes : David Campillo Stef Oosterling |
| 12 min                                                  | Pénalités        | 4 min                                    | | Arbitrage : Michael Campbell Juges de lignes : David Campillo Stef Oosterling |
| 8                                                       | Tirs             | 65                                       | | Arbitrage : Michael Campbell Juges de lignes : David Campillo Stef Oosterling |

| 15 janvier 2016 | Mexique | 6-5 (1-2, 4-2, 1-1) | Israël | Ice Dome 1 750 spectateurs |

| Feuille de match | Feuille de match | Feuille de match                            | Feuille de match | Feuille de match                                                               |
| ---------------- | --- | ------------------------------------------- | --- | ------------------------------------------------------------------------------ |
|                  | - Najera (Garcia, Dunn) — 7 min 24 s (SN) - Jo. Perez (Bermejo, Cosio) — 20 min 47 s Najera — 22 min 54 s (IN) - Senties (Alva) — 52 min 7 s Bermejo — 38 min 5 s - Garcia (Alva) — 52 min 7 s - | 0-1 1-1 1-2 2-2 3-2 3-3 4-3 5-3 5-4 6-4 6-5 | Spektor (Aharonovich, Vinitzki) — 1 min 52 s - Spektor (Aharonovich) — 19 min 56 s - Spektor (Aharonovich) — 31 min 51 s (SN) - Revniaga (Kafri, Avraham) — 38 min 35 s - Spektor (Boudnikov, Aharonovich) — 57 min 47 s | Arbitrage : Jeremy Tufts Juges de lignes : Jan-Christian Müller James Scarpace |
| Jaime Perez      | Gardiens | Maxim Gokhberg                              | | Arbitrage : Jeremy Tufts Juges de lignes : Jan-Christian Müller James Scarpace |
| 18 min           | Pénalités | 12 min                                      | | Arbitrage : Jeremy Tufts Juges de lignes : Jan-Christian Müller James Scarpace |
| 38               | Tirs | 48                                          | | Arbitrage : Jeremy Tufts Juges de lignes : Jan-Christian Müller James Scarpace |

| 16 janvier 2016 | Islande | 2-4 (1-2, 1-1, 0-1) | Bulgarie | Ice Dome 125 spectateurs |

| Feuille de match  | Feuille de match                                                                       | Feuille de match        | Feuille de match | Feuille de match                                                               |
| ----------------- | -------------------------------------------------------------------------------------- | ----------------------- | --- | ------------------------------------------------------------------------------ |
|                   | - Arason (Maack) — 17 min 46 s (SN) - Johannesson (Kristinsson, Maack) — 26 min 35 s - | 0-1 0-2 1-2 1-3 2-3 2-4 | M. Valisev (Stoilov) — 10 min 14 s Dikov (Georgiev, M. Vasilev) — 12 min 39 s - Georgiev (M. Vasilev) — 24 min 17 s (SN) - Dikov (Blagoev) — 48 min 44 s | Arbitrage : Miroslav Stefik Juges de lignes : David Campillo Simone Mischiatti |
| Atli Valdimarsson | Gardiens                                                                               | Dimitar Dimitrov        | | Arbitrage : Miroslav Stefik Juges de lignes : David Campillo Simone Mischiatti |
| 8 min             | Pénalités                                                                              | 18 min                  | | Arbitrage : Miroslav Stefik Juges de lignes : David Campillo Simone Mischiatti |
| 40                | Tirs                                                                                   | 27                      | | Arbitrage : Miroslav Stefik Juges de lignes : David Campillo Simone Mischiatti |

| 16 janvier 2016 | Israël | 2-6 (0-1, 2-2, 0-3) | Nouvelle-Zélande | Ice Dome 110 spectateurs |

| Feuille de match                                      | Feuille de match                                                                             | Feuille de match                | Feuille de match | Feuille de match                                                                |
| ----------------------------------------------------- | -------------------------------------------------------------------------------------------- | ------------------------------- | --- | ------------------------------------------------------------------------------- |
|                                                       | - Revniaga (Aharonovich, Hoffman) — 25 min 22 s (SN) - Kozev (Vinitzki) — 35 min 45 s (SN) - | 0-1 1-1 1-2 1-3 2-3 2-4 2-5 2-6 | Hay (Orr, Carson-Pratt) — 16 min 27 s - Hay (Kennedy, Carson-Pratt) — 27 min 29 s (SN) Hay — 34 min 34 s (IN) - Jonsson (Scott) — 40 min 49 s Vortanov (Jonsson) — 41 min 27 s M. Rawiri (J. Rawiri, Kennedy) — 56 min 15 s | Arbitrage : Michael Campbell Juges de lignes : Jan-Christian Müller Sem Ramirez |
| Raz Werner (41 min 27 s) Maxim Gokhberg (18 min 33 s) | Gardiens                                                                                     | Liam Henare                     | | Arbitrage : Michael Campbell Juges de lignes : Jan-Christian Müller Sem Ramirez |
| 8 min                                                 | Pénalités                                                                                    | 31 min                          | | Arbitrage : Michael Campbell Juges de lignes : Jan-Christian Müller Sem Ramirez |
| 38                                                    | Tirs                                                                                         | 34                              | | Arbitrage : Michael Campbell Juges de lignes : Jan-Christian Müller Sem Ramirez |

| 17 janvier 2016 | Turquie | 2-3 (1-0, 1-0, 0-3) | Mexique | Ice Dome 1 000 spectateurs |

| Feuille de match | Feuille de match                                                                        | Feuille de match    | Feuille de match                                                                                       | Feuille de match                                                                |
| ---------------- | --------------------------------------------------------------------------------------- | ------------------- | --- | ------------------------------------------------------------------------------- |
|                  | Secer (Kavaz, Ö. Kars) — 19 min 54 s (2 SN) Bakal (Uzunali, Faner) — 20 min 46 s (SN) - | 1-0 2-0 2-1 2-2 2-3 | - Senties (Berard) — 42 min 48 s Benabib — 54 min 26 s Senties (Benabib, Jo. Perez) — 56 min 16 s (SN) | Arbitrage : Miroslav Stefik Juges de lignes : Simone Mischiatti Stef Oosterling |
| Tolga Bozaci     | Gardiens                                                                                | Jaime Perez         | | Arbitrage : Miroslav Stefik Juges de lignes : Simone Mischiatti Stef Oosterling |
| 24 min           | Pénalités                                                                               | 12 min              | | Arbitrage : Miroslav Stefik Juges de lignes : Simone Mischiatti Stef Oosterling |
| 17               | Tirs                                                                                    | 24                  | | Arbitrage : Miroslav Stefik Juges de lignes : Simone Mischiatti Stef Oosterling |

| 18 janvier 2016 | Islande | 6-5 (TB) (2-1, 1-1, 2-3, 0-0, 1-0) | Israël | Ice Dome 100 spectateurs |

| Feuille de match  | Feuille de match | Feuille de match                            | Feuille de match | Feuille de match                                                                   |
| ----------------- | --- | ------------------------------------------- | --- | ---------------------------------------------------------------------------------- |
|                   | Induss (Olafsson) — 9 min 23 s Johannesson (Kristinsson, Maack) — 9 min 44 s - Sigrunarson — 29 min 29 s - Sigrunarson (Arnason) — 48 min 37 s - Olafsson (Johannsson) — 49 min 17 s - Sigrunarson — 65 min (TB) | 1-0 2-0 2-1 3-1 3-2 4-2 4-3 5-3 5-4 5-5 6-5 | - Revniaga (Avraham) — 15 min 19 s (JS) - Kafri (Aharonovich) — 38 min 48 s (SN) - Revniaga (Avraham, Kozev) — 49 min 4 s - Aharonovich (Boudnikov, Revniaga) — 58 min 21 s (JS) Aharonovich (Spektor, Kozev) — 59 min 23 s (JS) - | Arbitrage : Jens Christian Gregersen Juges de lignes : Stef Oosterling Sem Ramirez |
| Atli Valdimarsson | Gardiens | Maxim Gokhberg                              | | Arbitrage : Jens Christian Gregersen Juges de lignes : Stef Oosterling Sem Ramirez |
| 8 min             | Pénalités | 12 min                                      | | Arbitrage : Jens Christian Gregersen Juges de lignes : Stef Oosterling Sem Ramirez |
| 26                | Tirs | 24                                          | | Arbitrage : Jens Christian Gregersen Juges de lignes : Stef Oosterling Sem Ramirez |

| 18 janvier 2016 | Afrique du Sud | 2-4 (0-2, 1-1, 1-1) | Bulgarie | Ice Dome 100 spectateurs |

| Feuille de match | Feuille de match                                      | Feuille de match                                   | Feuille de match | Feuille de match                                                               |
| ---------------- | ----------------------------------------------------- | -------------------------------------------------- | --- | ------------------------------------------------------------------------------ |
|                  | - Saaiman — 23 min 4 s (SN) - Bremner — 48 min 39 s - | 0-1 0-2 1-2 1-3 2-3 2-4                            | Dikov (Blagoev, M. Vasilev) — 1 min 15 s Georgiev (Dikov) — 16 min 20 s - Georgiev (Davidov, Dikov) — 37 min 17 s - Mladenov (Dikov, M. Vasilev) — 57 min 39 s | Arbitrage : Jeremy Tufts Juges de lignes : Jan-Christian Müller James Scarpace |
| Marcello Strydom | Gardiens                                              | Dimitar Dimitrov (20 min) Dimitar Videnov (40 min) | | Arbitrage : Jeremy Tufts Juges de lignes : Jan-Christian Müller James Scarpace |
| 12 min           | Pénalités                                             | 10 min                                             | | Arbitrage : Jeremy Tufts Juges de lignes : Jan-Christian Müller James Scarpace |
| 17               | Tirs                                                  | 36                                                 | | Arbitrage : Jeremy Tufts Juges de lignes : Jan-Christian Müller James Scarpace |

| 18 janvier 2016 | Nouvelle-Zélande | 3-2 (0-0, 2-0, 1-2) | Turquie | Ice Dome 100 spectateurs |

| Feuille de match | Feuille de match                                                                                           | Feuille de match    | Feuille de match                                               | Feuille de match                                                           |
| ---------------- | --- | ------------------- | -------------------------------------------------------------- | -------------------------------------------------------------------------- |
|                  | Hay (Leahy) — 33 min 35 s (IN) Kennedy (J. Rawiri, M. Rawiri) — 39 min 36 s (SN) Hay (Orr) — 40 min 33 s - | 1-0 2-0 3-0 3-1 3-2 | - Uzunali — 44 min 10 s (SN) Bakal (Bingol) — 45 min 49 s (SN) | Arbitrage : Miroslav Stefik Juges de lignes : David Campillo Maxime Chaput |
| Liam Henare      | Gardiens                                                                                                   | Tolga Bozaci        |                                                                | Arbitrage : Miroslav Stefik Juges de lignes : David Campillo Maxime Chaput |
| 24 min           | Pénalités                                                                                                  | 10 min              |                                                                | Arbitrage : Miroslav Stefik Juges de lignes : David Campillo Maxime Chaput |
| 31               | Tirs | 33                  |                                                                | Arbitrage : Miroslav Stefik Juges de lignes : David Campillo Maxime Chaput |

| 19 janvier 2016 | Israël | 17-0 (5-0, 5-0, 7-0) | Afrique du Sud | Ice Dome 100 spectateurs |

| Feuille de match                            | Feuille de match | Feuille de match                                                            | Feuille de match | Feuille de match                                                                       |
| ------------------------------------------- | --- | --------------------------------------------------------------------------- | ---------------- | -------------------------------------------------------------------------------------- |
|                                             | Spektor (Kozev, Revniaga) — 1 min 12 s (SN) Avraham (Sever) — 6 min 18 s Haver (Natalchenko) — 10 min 51 s Boudnikov (Spektor, Aharonovich) — 14 min 21 s Revniaga (Spektor, Aharonovich) — 18 min 21 s (SN) Spektor (Aharonovich) — 23 min 17 s Spektor (Boudnikov, Aharonovich) — 31 min 18 s Revniaga (Kafri, Aharonovich) — 33 min 8 s (2 SN) Aharonovich (Boudnikov, Chernin) — 35 min 23 s Natalchenko (Chernin, Halpert) — 36 min 50 s Natalchenko (Aharonovich) — 44 min 35 s Sever (Revniaga) — 45 min 44 s Spektor (Aharonovich) — 47 min 21 s Natalchenko (Kafri) — 48 min 16 s Aharonovich — 49 min 4 s Halpert — 56 min 44 s (TP) Sever (Revniaga) — 59 min 42 s (IN) | 1-0 2-0 3-0 4-0 5-0 6-0 7-0 8-0 9-0 10-0 11-0 12-0 13-0 14-0 15-0 16-0 17-0 | -                | Arbitrage : Jens Christian Gregersen Juges de lignes : Maxime Chaput Simone Mischiatti |
| Maxim Gokhberg (40 min) Raz Werner (20 min) | Gardiens | Marcello Strydom (32 min 39 s) Aslam Khan (27 min 21 s)                     |                  | Arbitrage : Jens Christian Gregersen Juges de lignes : Maxime Chaput Simone Mischiatti |
| 27 min                                      | Pénalités | 10 min                                                                      |                  | Arbitrage : Jens Christian Gregersen Juges de lignes : Maxime Chaput Simone Mischiatti |
| 35                                          | Tirs | 9                                                                           |                  | Arbitrage : Jens Christian Gregersen Juges de lignes : Maxime Chaput Simone Mischiatti |

| 19 janvier 2016 | Turquie | 3-0 (0-0, 1-0, 2-0) | Islande | Ice Dome 75 spectateurs |

| Feuille de match | Feuille de match                                                                                      | Feuille de match  | Feuille de match | Feuille de match                                                         |
| ---------------- | --- | ----------------- | ---------------- | ------------------------------------------------------------------------ |
|                  | Bakal (Savas, Secer) — 31 min 48 s (SN) Bakal (Uzunali, Secer) — 45 min 50 s Faner — 59 min 57 s (CV) | 1-0 2-0 3-0       | -                | Arbitrage : Jeremy Tufts Juges de lignes : David Campillo James Scarpace |
| Tolga Bozaci     | Gardiens                                                                                              | Atli Valdimarsson |                  | Arbitrage : Jeremy Tufts Juges de lignes : David Campillo James Scarpace |
| 4 min            | Pénalités                                                                                             | 12 min            |                  | Arbitrage : Jeremy Tufts Juges de lignes : David Campillo James Scarpace |
| 15               | Tirs                                                                                                  | 17                |                  | Arbitrage : Jeremy Tufts Juges de lignes : David Campillo James Scarpace |

| 19 janvier 2016 | Bulgarie | 0-3 (0-2, 0-0, 0-1) | Mexique | Ice Dome 750 spectateurs |

| Feuille de match | Feuille de match | Feuille de match | Feuille de match                                                             | Feuille de match                                                                    |
| ---------------- | ---------------- | ---------------- | ---------------------------------------------------------------------------- | ----------------------------------------------------------------------------------- |
|                  | -                | 0-1 0-2 0-3      | Cruz — 7 min 40 s Cruz — 16 min 12 s (TP) Fonseca (Ramos, Alva) — 57 min 8 s | Arbitrage : Michael Campbell Juges de lignes : Jan-Christian Müller Stef Oosterling |
| Dimitar Dimitrov | Gardiens         | Jaime Perez      |                                                                              | Arbitrage : Michael Campbell Juges de lignes : Jan-Christian Müller Stef Oosterling |
| 26 min           | Pénalités        | 10 min           |                                                                              | Arbitrage : Michael Campbell Juges de lignes : Jan-Christian Müller Stef Oosterling |
| 18               | Tirs             | 32               |                                                                              | Arbitrage : Michael Campbell Juges de lignes : Jan-Christian Müller Stef Oosterling |

| 21 janvier 2016 | Israël | 4-3 (1-1, 2-1, 1-1) | Bulgarie | Ice Dome 70 spectateurs |

| Feuille de match | Feuille de match | Feuille de match            | Feuille de match                                                                                                | Feuille de match                                                               |
| ---------------- | --- | --------------------------- | --- | ------------------------------------------------------------------------------ |
|                  | Aharonovich (Spektor) — 7 min 22 s (SN) - Aharonovich (Kozev) — 34 min 11 s Revniaga (Sever, Hoffman) — 39 min 3 s Aharonovich (Boudnikov, Spektor) — 51 min 48 s - | 1-0 1-1 1-2 2-2 3-2 4-2 4-3 | - Dilkov (Georgiev) — 18 min 36 s Blagoev (V. Videnov) — 22 min 47 s - Georgiev (M. Vasilev) — 55 min 28 s (SN) | Arbitrage : Miroslav Stefik Juges de lignes : David Campillo Simone Mischiatti |
| Maxim Gokhberg   | Gardiens | Dimitar Dimitrov            | | Arbitrage : Miroslav Stefik Juges de lignes : David Campillo Simone Mischiatti |
| 8 min            | Pénalités | 4 min                       | | Arbitrage : Miroslav Stefik Juges de lignes : David Campillo Simone Mischiatti |
| 28               | Tirs | 18                          | | Arbitrage : Miroslav Stefik Juges de lignes : David Campillo Simone Mischiatti |

| 21 janvier 2016 | Islande | 7-2 (3-0, 2-1, 2-1) | Afrique du Sud | Ice Dome 80 spectateurs |

| Feuille de match  | Feuille de match | Feuille de match                                        | Feuille de match                                          | Feuille de match                                                         |
| ----------------- | --- | ------------------------------------------------------- | --------------------------------------------------------- | ------------------------------------------------------------------------ |
|                   | Kristinsson — 1 min 18 s Maack (Olafsson) — 6 min 56 s Lindal (Oskarsson) — 8 min 10 s Johannesson (Kristinsson, Maack) — 21 min 54 s Oskarsson (Maack, Johannesson) — 30 min 23 s (SN) - Maack (Johannesson) — 45 min 59 s Arason (Kristinsson, Oskarsson) — 48 min 17 s (SN) - | 1-0 2-0 3-0 4-0 5-0 5-1 6-1 7-1 7-2                     | - Johnson (Bremner) — 33 min 57 s - Bremner — 59 min 13 s | Arbitrage : Michael Campbell Juges de lignes : Maxime Chaput Sem Ramirez |
| Atli Valdimarrson | Gardiens | Aslam Khan (48 min 17 s) Marcello Strydom (11 min 43 s) |                                                           | Arbitrage : Michael Campbell Juges de lignes : Maxime Chaput Sem Ramirez |
| 6 min             | Pénalités | 10 min                                                  |                                                           | Arbitrage : Michael Campbell Juges de lignes : Maxime Chaput Sem Ramirez |
| 26                | Tirs | 4                                                       |                                                           | Arbitrage : Michael Campbell Juges de lignes : Maxime Chaput Sem Ramirez |

| 21 janvier 2016 | Nouvelle-Zélande | 1-2 (1-1, 0-1, 0-0) | Mexique | Ice Dome 1 000 spectateurs |

| Feuille de match | Feuille de match                               | Feuille de match | Feuille de match                                                 | Feuille de match                                                                      |
| ---------------- | ---------------------------------------------- | ---------------- | ---------------------------------------------------------------- | ------------------------------------------------------------------------------------- |
|                  | - Kennedy (Vortanov, Hay) — 19 min 33 s (SN) - | 0-1 1-1 1-2      | Garcia (Dunn) — 5 min 30 s (SN) - Garcia (Bermejo) — 31 min 34 s | Arbitrage : Jens Christian Gregersen Juges de lignes : Stef Oosterling James Scarpace |
| Liam Henare      | Gardiens                                       | Jaime Perez      |                                                                  | Arbitrage : Jens Christian Gregersen Juges de lignes : Stef Oosterling James Scarpace |
| 6 min            | Pénalités                                      | 8 min            |                                                                  | Arbitrage : Jens Christian Gregersen Juges de lignes : Stef Oosterling James Scarpace |
| 24               | Tirs                                           | 25               |                                                                  | Arbitrage : Jens Christian Gregersen Juges de lignes : Stef Oosterling James Scarpace |

| 22 janvier 2016 | Bulgarie | 3-1 (1-0, 1-0, 1-1) | Turquie | Ice Dome 50 spectateurs |

| Feuille de match | Feuille de match | Feuille de match | Feuille de match        | Feuille de match                                                                          |
| ---------------- | --- | ---------------- | ----------------------- | ----------------------------------------------------------------------------------------- |
|                  | Chompolov (Stoilov, M. Vasilev) — 3 min 48 s Tchaliov (M. Vasilev, Dikov) — 37 min 50 s Blagoev (Genkov, Dilkov) — 48 min 11 s - | 1-0 2-0 3-0 3-1  | - Uzunali — 52 min 30 s | Arbitrage : Jens Christian Gregersen Juges de lignes : Jan-Christian Müller Jafet Ramirez |
| Dimitar Dimitrv  | Gardiens | Tolga Bozaci     |                         | Arbitrage : Jens Christian Gregersen Juges de lignes : Jan-Christian Müller Jafet Ramirez |
| 8 min            | Pénalités | 4 min            |                         | Arbitrage : Jens Christian Gregersen Juges de lignes : Jan-Christian Müller Jafet Ramirez |
| 18               | Tirs | 25               |                         | Arbitrage : Jens Christian Gregersen Juges de lignes : Jan-Christian Müller Jafet Ramirez |

| 22 janvier 2016 | Afrique du Sud | 1-12 (1-2, 0-6, 0-4) | Nouvelle-Zélande | Ice Dome 45 spectateurs |

| Feuille de match                              | Feuille de match                              | Feuille de match                                       | Feuille de match | Feuille de match                                                                |
| --------------------------------------------- | --------------------------------------------- | ------------------------------------------------------ | --- | ------------------------------------------------------------------------------- |
|                                               | - Ruthven (Thornton, Bremner) — 17 min 37 s - | 0-1 0-2 1-2 1-3 1-4 1-5 1-6 1-7 1-8 1-9 1-10 1-11 1-12 | Vortanov (Leahy) — 6 min 58 s Hay — 12 min 32 s - Carson-Pratt (Orr, Hay) — 20 min 31 s Carson-Pratt (Orr) — 29 min 54 s Scott (Vortanov) — 31 min 29 s Vortanv (Leahy, Scott) — 31 min 43 s Hay (Kennedy, Vortanov) — 36 min 51 s (SN) Orr (Carson-Pratt, Hay) — 39 min 37 s Vortanv (Scott) — 45 min 14 s M. Rawiri (J. Rawiri, Rooney) — 46 min 53 s Jonsson (Vortanov) — 50 min 23 s Scott (Jonsson, Vortanov) — 57 min 28 s | Arbitrage : Michael Campbell Juges de lignes : David Campillo Simone Mischiatti |
| Marcello Strydom (40 min) Aslam Khan (20 min) | Gardiens                                      | Evan Froger                                            | | Arbitrage : Michael Campbell Juges de lignes : David Campillo Simone Mischiatti |
| 6 min                                         | Pénalités                                     | 2 min                                                  | | Arbitrage : Michael Campbell Juges de lignes : David Campillo Simone Mischiatti |
| 9                                             | Tirs                                          | 38                                                     | | Arbitrage : Michael Campbell Juges de lignes : David Campillo Simone Mischiatti |

| 22 janvier 2016 | Mexique | 1-4 (1-1, 0-0, 0-3) | Islande | Ice Dome 1 000 spectateurs |

| Feuille de match | Feuille de match                    | Feuille de match    | Feuille de match | Feuille de match                                                        |
| ---------------- | ----------------------------------- | ------------------- | --- | ----------------------------------------------------------------------- |
|                  | - Jo. Perez (Garcia) — 9 min 11 s - | 0-1 1-1 1-2 1-3 1-4 | Johannesson (Arason, Induss) — 3 min 10 s - Olafsson (Johannsson, Induss) — 47 min 30 s Sigrunarson (Induss, Johannesson) — 55 min 22 s (SN) Arnason (Arason) — 57 min 54 s (CV) | Arbitrage : Jeremy Tufts Juges de lignes : Maxime Chaput James Scarpace |
| Leonardo Chavez  | Gardiens                            | Nicolas Jouanne     | | Arbitrage : Jeremy Tufts Juges de lignes : Maxime Chaput James Scarpace |
| 10 min           | Pénalités                           | 12 min              | | Arbitrage : Jeremy Tufts Juges de lignes : Maxime Chaput James Scarpace |
| 18               | Tirs                                | 29                  | | Arbitrage : Jeremy Tufts Juges de lignes : Maxime Chaput James Scarpace |

| 24 janvier 2016 | Turquie | 2-6 (0-1, 1-0, 1-5) | Israël | Ice Dome 70 spectateurs |

| Feuille de match | Feuille de match                                                                    | Feuille de match                | Feuille de match | Feuille de match                                                        |
| ---------------- | ----------------------------------------------------------------------------------- | ------------------------------- | --- | ----------------------------------------------------------------------- |
|                  | - Bakal (Secer) — 30 min 30 s (SN) - AvciAbdullah Avci (Salt, Takar) — 56 min 6 s - | 0-1 1-1 1-2 1-3 1-4 1-5 2-5 2-6 | Kozev (Natalchenko, Halpert) — 17 min 21 s - Spektor (Natalchenko) — 49 min 14 s Spektor (Aharonovich, Kozev) — 52 min 34 s Revniaga (Kafri, Hoffman) — 53 min 45 s (SN) Revniaga — 55 min 12 s - Avraham (Spektor) — 57 min 33 s (SN) | Arbitrage : Jeremy Tufts Juges de lignes : Jafet Ramirez James Scarpace |
| Tolga Bozaci     | Gardiens                                                                            | Maxim Gokhberg                  | | Arbitrage : Jeremy Tufts Juges de lignes : Jafet Ramirez James Scarpace |
| 28 min           | Pénalités                                                                           | 22 min                          | | Arbitrage : Jeremy Tufts Juges de lignes : Jafet Ramirez James Scarpace |
| 25               | Tirs                                                                                | 21                              | | Arbitrage : Jeremy Tufts Juges de lignes : Jafet Ramirez James Scarpace |

| 24 janvier 2016 | Islande | 5-6 (0-2, 4-2, 1-2) | Nouvelle-Zélande | Ice Dome 200 spectateurs |

| Feuille de match | Feuille de match | Feuille de match                            | Feuille de match | Feuille de match                                                                   |
| ---------------- | --- | ------------------------------------------- | --- | ---------------------------------------------------------------------------------- |
|                  | - Arnason (Atlason) — 20 min 45 s Maack (Johannesson) — 21 min 56 s - Sigrunarson (Olafsson, Johannsson) — 25 min 18 s (SN) Kristinsson (Maack) — 33 min 57 s (SN) - Johannesson (Maack) — 44 min 5 s (SN) - | 0-1 0-2 1-2 2-2 2-3 3-3 4-3 4-4 4-5 5-5 5-6 | Scott (Vortanov) — 1 min 7 s Vortanov (Louw, Henare) — 15 min 41 s - Leahy (Hay, Carson-Pratt) — 23 min 43 s - Kennedy (Carson-Pratt) — 36 min 42 s (SN) Carson-Pratt (Hay, Orr) — 42 min 46 s (SN) - Carson-Pratt (Hay, Vortanov) — 58 min 18 s (SN) | Arbitrage : Miroslav Stefik Juges de lignes : Jan-Christian Müller Stef Oosterling |
| Nicolas Jouanne  | Gardiens | Liam Henare                                 | | Arbitrage : Miroslav Stefik Juges de lignes : Jan-Christian Müller Stef Oosterling |
| 8 min            | Pénalités | 14 min                                      | | Arbitrage : Miroslav Stefik Juges de lignes : Jan-Christian Müller Stef Oosterling |
| 25               | Tirs | 23                                          | | Arbitrage : Miroslav Stefik Juges de lignes : Jan-Christian Müller Stef Oosterling |

| 24 janvier 2016 | Mexique | 9-2 (4-0, 2-1, 3-1) | Afrique du Sud | Ice Dome 2 000 spectateurs |

| Feuille de match                                            | Feuille de match | Feuille de match                            | Feuille de match                                                                    | Feuille de match                                                                       |
| ----------------------------------------------------------- | --- | ------------------------------------------- | ----------------------------------------------------------------------------------- | -------------------------------------------------------------------------------------- |
|                                                             | Benabib (Garcia) — 4 min 3 s Alva (Ramos, Benabib) — 10 min 21 s (SN) Rios — 14 min 7 s Ramos (Benabib) — 15 min 40 s Dunn (Garcia, Jo. Perez) — 27 min 12 s (2 SN) - Jo. Perez (Garcia) — 36 min 58 s (SN) - Jo. Perez (Garcia) — 52 min 49 s (SN) Cosio (Jo. Perez) — 54 min 35 s Najera (Berard) — 57 min 43 s | 1-0 2-0 3-0 4-0 5-0 5-1 6-1 6-2 7-2 8-2 9-2 | - Bremner (Husselman, Thornton) — 32 min 20 s (SN) - Saaiman (Obery) — 45 min 8 s - | Arbitrage : Jens Christian Gregersen Juges de lignes : Maxime Chaput Simone Mischiatti |
| Sebastian de la Vega (45 min 5 s) Jaime Perez (14 min 56 s) | Gardiens | Marcello Strydom                            |                                                                                     | Arbitrage : Jens Christian Gregersen Juges de lignes : Maxime Chaput Simone Mischiatti |
| 29 min                                                      | Pénalités | 28 min                                      |                                                                                     | Arbitrage : Jens Christian Gregersen Juges de lignes : Maxime Chaput Simone Mischiatti |
| 30                                                          | Tirs | 10                                          |                                                                                     | Arbitrage : Jens Christian Gregersen Juges de lignes : Maxime Chaput Simone Mischiatti |

## Classement final
| Clt   | Équipe           | PJ | V | VP | D | DP | BP | BC | Diff | Pts |
| ----- | ---------------- | -- | - | -- | - | -- | -- | -- | ---- | --- |
| +001, | Mexique          | 6  | 5 | 0  | 1 | 0  | 24 | 14 | +10  | 15  |
| +002, | Bulgarie         | 6  | 4 | 0  | 2 | 0  | 18 | 13 | +5   | 12  |
| +003, | Nouvelle-Zélande | 6  | 4 | 0  | 2 | 0  | 29 | 16 | +13  | 12  |
| +004, | Israël           | 6  | 3 | 0  | 2 | 1  | 39 | 23 | +16  | 10  |
| +005, | Islande (R)      | 6  | 2 | 1  | 3 | 0  | 24 | 21 | +3   | 8   |
| +006, | Turquie          | 6  | 2 | 0  | 4 | 0  | 20 | 15 | +5   | 6   |
| +007, | Afrique du Sud   | 6  | 0 | 0  | 6 | 0  | 7  | 59 | -52  | 0   |

- Promu en Division IIB en 2017

## Récompenses individuelles
| Rang | Joueur              | Pays             | PJ | B  | A  | Pts | +/− | Pun |
| ---- | ------------------- | ---------------- | -- | -- | -- | --- | --- | --- |
| 1    | Roey Aharonovich    | Israël           | 6  | 7  | 11 | 18  | +4  | 2   |
| 2    | Ilya Spektor        | Israël           | 6  | 10 | 6  | 16  | +4  | 12  |
| 3    | Mark Revniaga       | Israël           | 6  | 9  | 4  | 13  | +3  | 6   |
| 4    | Oliver Hay          | Nouvelle-Zélande | 6  | 7  | 6  | 13  | +8  | 8   |
| 5    | Robin Vortanov      | Nouvelle-Zélande | 6  | 5  | 7  | 12  | +7  | 4   |
| 6    | Miroslav Vasilev    | Bulgarie         | 6  | 1  | 10 | 11  | +8  | 2   |
| 7    | Vaselin Dikov       | Bulgarie         | 6  | 6  | 4  | 10  | +9  | 8   |
| 8    | Styrmir Maack       | Islande          | 6  | 3  | 7  | 10  | +3  | 0   |
| 9    | Bjarki Johannesson  | Islande          | 6  | 5  | 4  | 9   | +3  | 4   |
| 10   | Thomas Carson-Pratt | Nouvelle-Zélande | 6  | 4  | 5  | 9   | +3  | 6   |

| Rang | Joueur            | Pays             | Min          | BC | Moy  | %Arr  | Bl |
| ---- | ----------------- | ---------------- | ------------ | -- | ---- | ----- | -- |
| 1    | Dimitar Dimitrov  | Bulgarie         | 319 min 8 s  | 11 | 2,07 | 93,45 | 0  |
| 2    | Jaime Perez       | Mexique          | 254 min 56 s | 9  | 2,12 | 92,04 | 1  |
| 3    | Liam Henare       | Nouvelle-Zélande | 298 min 5 s  | 15 | 3,02 | 90,38 | 0  |
| 4    | Tolga Bozaci      | Turquie          | 357 min 21 s | 15 | 2,52 | 87,50 | 2  |
| 5    | Maxim Gokhberg    | Israël           | 300 min 39 s | 18 | 3,59 | 85,25 | 0  |
| 6    | Atli Valdimarsson | Islande          | 243 min 50 s | 13 | 3,20 | 81,69 | 0  |
| 7    | Marcello Strydom  | Afrique du Sud   | 249 min 12 s | 35 | 8,43 | 79,04 | 0  |

Nota : seuls sont classés les gardiens ayant joué au minimum 40 % du temps de jeu de leur équipe.